# María Isabel de Sajonia (1736-1818)
María Isabel de Sajonia (Varsovia, 9 de febrero de 1736 - Dresde, 24 de diciembre de 1818), fue una princesa alemana de la casa de Wettin. Hija del príncipe elector y rey Augusto III de Polonia y de su esposa, la archiduquesa María Josefa de Austria.

## Primeros años
María Isabel fue la duodécima hija (pero la octava superviviente y quinta mujer) del elector de Sajonia y rey Augusto III de Polonia y de su esposa, la archiduquesa María Josefa de Austria (hija del emperador José I de Austria y de Guillermina Amalia de Brunswick-Luneburgo), prima hermana de la emperatriz María Teresa I de Austria. María Isabel tenía 14 hermanos, de los cuales 10 sobrevivieron a la infancia.
Ella venía de una familia cercana y sus padres pusieron un gran énfasis en la educación de todos sus hijos. A María Isabel se le enseñó latín, francés, inglés, filosofía, geografía, religión, dibujo, música y danza. Cuando era niña, participaba en óperas en la corte de Dresde junto a su hermana María Cunigunda.

## Posible compromiso
Como hija de una actual familia gobernante, estaba destinada a casarse con un príncipe para así fortalecer las relaciones políticas de la Casa de Wettin. Un posible candidato para su padre, fue su primo segundo el Archiduque de Austria, José (más tarde el emperador José II). José era viudo de su primera esposa Isabel de Borbón-Parma, que había muerto sin un heredero y al ser presionado por su madre la emperatriz María Teresa I de Austria, este quiso casarse con la hermana de su esposa fallecida la princesa María Luisa de Borbón-Parma. Al no poder casarse con ella (debido a su compromiso con Carlos IV de España), se le dijo a José que eligiera una princesa de Baviera o Sajonia.
Así, en 1764, María Isabel, junto a su hermana María Cunigunda partieron hacía Viena para cumplir con su papeles de novias potenciales. La corte de Sajonia estaba a favor de un matrimonio entre José y una de las dos hermanas, aunque solo para ayudar a los sajones a resolver sus dificultades financieras. Sin embargo, el archiduque se casó con su prima María Josefa de Baviera, a quien no considera muy bonita, pero confiada.

## Años después
María Isabel junto con María Cunigunda, participaron en la representación de la ópera Talestri, reina de las Amazonas como musas de la música en 1763. La compositora era su cuñada, María Antonia de Baviera, musicalmente talentosa.
Tras su fallido compromiso, María Isabel nunca se casó, viviendo en la corte sajona el resto de su vida, durante el reinado de su padre, su hermano Federico Cristián, y su sobrino Federico Augusto I. Hablaba polaco, francés y latín.
Además del óleo de 1755, hay otro retrato de ella como una niña, un pastel ovalado de 56 × 43 cm pintado por un artista desconocido en 1742. Este cuadro se encuentra hoy en el Museo de Capodimonte de Nápoles.

## Muerte
María Isabel vivió lo suficiente para ver cómo el electorado de Sajonia se convertía en un Reino, finalmente murió en 1818, a los 82 años de edad. 
Había sobrevivido a casi todos sus hermanos, excepto a Alberto y María Cunigunda.